# Mía Fedra
Mía Fedra es una tenista argentina. En 2021 se encuentra en la 3.a posición de la categoría senior femenina de su país. Es conocida por ser la primera tenista transgénero.
Compite además a nivel internacional en la Federación Internacional de Tenis (IFT).